# Jason Motte
Jason Louis Motte (22 de junio de 1982) es un exlanzador estadounidense de béisbol profesional que jugó en las Grandes Ligas con los St. Louis Cardinals, Chicago Cubs, Colorado Rockies y Atlanta Braves. Fue el cerrador de los Cardenales de San Luis cuando ganaron la Serie Mundial de 2011, y colideró la Liga Nacional con 42 juegos salvados en 2012.

## Carrera profesional

### St. Louis Cardinals
Motte fue seleccionado en la 19.ª ronda del draft de 2003 como un receptor. Sin embargo, para 2006 se convirtió en un lanzador, debido a una lesión en el pulgar, pobre rendimiento ofensivo y gran habilidad al momento de lanzar.
En 2007, registró 59 entradas lanzadas, 69 ponches y 1.98 de efectividad en las ligas menores, por lo que los Cardenales le agregaron a la plantilla de 40 jugadores al finalizar la temporada.
En 2008, lanzó la mayor parte de la temporada con los Memphis Redbirds de Clase AAA, donde ponchó a 110 bateadores en solo 66 2⁄3 entradas. El 2 de septiembre fue llamado a Grandes Ligas por los Cardenales, y debutó al siguiente día. En un total de 12 apariciones con el equipo, registró efectividad de 0.82 con 16 ponches en 11 entradas lanzadas, consiguiendo su primer salvamento el 19 de septiembre ante los Rojos de Cincinnati.
En 2009, Motte compitió con Ryan Franklin y Chris Pérez por el rol de cerrador de los Cardenales, pero luego de perder la oportunidad de salvar el juego del Día Inaugural, el mánager Tony La Russa lo designó como un relevista intermedio. Terminó la temporada 2009 con efectividad de 4.76 y 54 ponches, mientras que en 2010 mejoró su efectividad a 2.24 con el mismo número de ponches y dos juegos salvados.

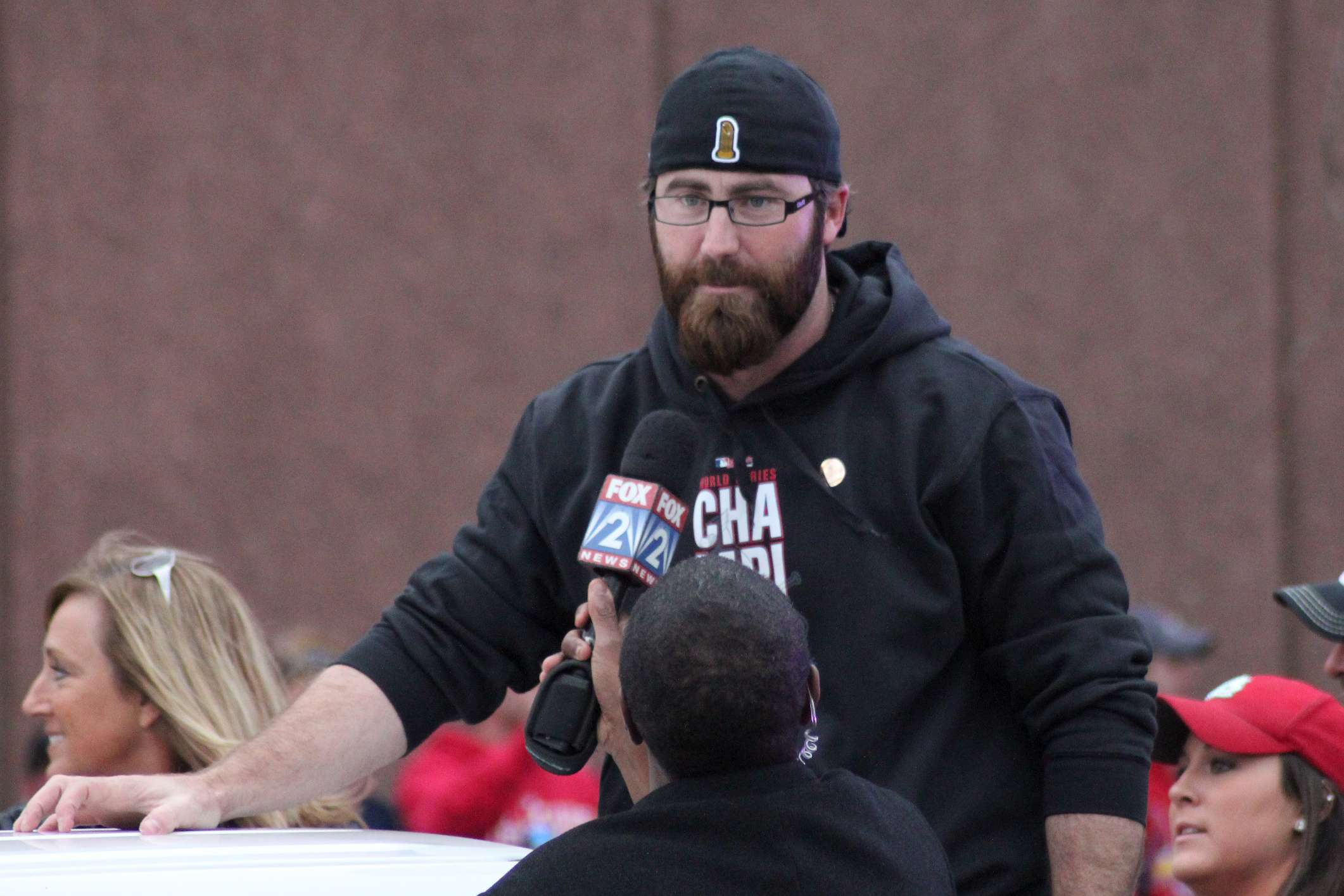
Motte durante la celebración de la Serie Mundial de 2011.

En 2011, se desempeñó como el cerrador de facto de los Cardenales al final de la temporada, donde registró nueve salvamentos con 2.25 de efectividad y 63 ponches. Fue parte fundamental del equipo para ganar el Juego de Comodines y clasificar a la postemporada, y realizó el último out para darle la victoria a los Cardenales en la Serie Mundial de 2011 ante los Rangers de Texas.
En 2012, ganó el premio de Jugador de la Semana entre el 17-23 de septiembre, luego de salvar cinco juegos de manera consecutiva en igual número de oportunidades. Finalizó la temporada como colíder de juegos salvados de la Liga Nacional con 42 rescates, junto a Craig Kimbrel.
En 2013, Motte fue colocado en la lista de lesionados el 29 de marzo por molestias en el codo, pero luego de un lento proceso de rehabilitación, el 3 de mayo decidió someterse a la cirugía Tommy John para reparar el ligamento, por lo que se perdió toda la temporada. El mánager Mike Matheny designó a Edward Mujica como el nuevo cerrador del equipo, y al final de la temporada su lugar lo tomó el novato Trevor Rosenthal.
El 21 de mayo de 2014, Motte lanzó por primera vez desde su cirugía una entrada y 1/3 de labor. Sin embargo, tuvo problemas a lo largo de la temporada y culminó con una alta efectividad de 4.68, por lo que fue dejado fuera de la plantilla de postemporada. Al finalizar la campaña se convirtió en agente libre.

### Chicago Cubs
El 16 de diciembre de 2014, Motte firmó un contrato por un año y $4.5 millones con los Cachorros de Chicago. Durante la temporada 2015, lanzó un total de 48 1⁄3 entradas con seis salvamentos y 3.91 de efectividad.

### Colorado Rockies
El 8 de diciembre de 2015, firmó un contrato de dos años y $10 millones con los Rockies de Colorado. En la temporada 2016 lanzó un total de 23 2⁄3 entradas con efectividad de 4.94. El 31 de marzo de 2017 fue colocado en asignación para darle un puesto en la plantilla a Stephen Cardullo, y fue liberado el 5 de abril.

### Atlanta Braves
El 9 de abril de 2017, firmó un contrato de ligas menores con los Bravos de Atlanta, y fue llamado a las mayores el 27 de abril para reforzar al cuerpo de relevistas. El 14 de julio fue colocado en la lista de lesionados de 10 días por dolores en la espalda, y el equipo llamó a Jason Hursh de Clase AAA para tomar su lugar en el cuerpo de relevistas. Fue activado el 4 de agosto en detrimento del también relevista Ian Krol, quien fue colocado en la lista de lesionados. En un total de 40 2⁄3 entradas de labor en la temporada, Motte registró marca de 1-0 con efectividad de 3.54 y 27 ponches.
El 15 de junio de 2018, Motte se unió al equipo de entrenadores de la Universidad de Memphis, auneuq no anunció oficialmente su retiro como jugador profesional.

## Vida personal
Motte es cristiano y ha dado testimonio de su fe a lo largo de su carrera.